# Markets Field
El Markets Field es un estadio deportivo ubicado en la ciudad de Limerick en Irlanda del Norte, es catalogado como categoría 2 por la UEFA con capacidad para 4500 espectadores y actualmente es la sede del Treaty United FC.

## Historia
Fue construido en 1880 originalmente como sede para los Juegos gaélicos, siendo sede de varias semifinales de los juegos a inicios de los años 1900. También fue la sede del club de rugby Garryowen, fundado en 1884 y fue la sede desde 1886 hasta 1957. También fue utilizado como sede para carreras de galgos hasta el 17 de julio de 2010 cuando fue inaugurado otro galgódromo al sur de la ciudad.
El Markets Field también fue la sede del club de fútbol Limerick FC. En 1962 enfrentó al Liverpool en un partido amistoso que ganó Liverpool 5–3. Fue la sede del Limerick en seis ocasiones en competiciones europeas, la primera de ellas en 1981 cuando perdió 0-3 ante el Southampton FC de Inglaterra en la UEFA Cup. En 1982 empató 1–1 por la UEFA Cup Winners' Cup ante el AZ Alkmaar de Países Bajos.
El Limerick FC lo tuvo somo su sede hasta 2019, luego de que el campo fue comprado por LEDP (Limerick Enterprise Development Partnership) con fondos de la organización caritativa JP McManus. A finales de 2013 Limerick Enterprise Development Partnership (LEDP) renovó el estadio con €400,000 con un cambio de gramilla. A inicios de 2014 pudieron remodelar el estadio luego de conseguir los permisos para hacerlo. El estadio tuvo su primer partido luego de la remodelación el 5 de junio de 2015.